# Ōtomo-Nata Jezebel

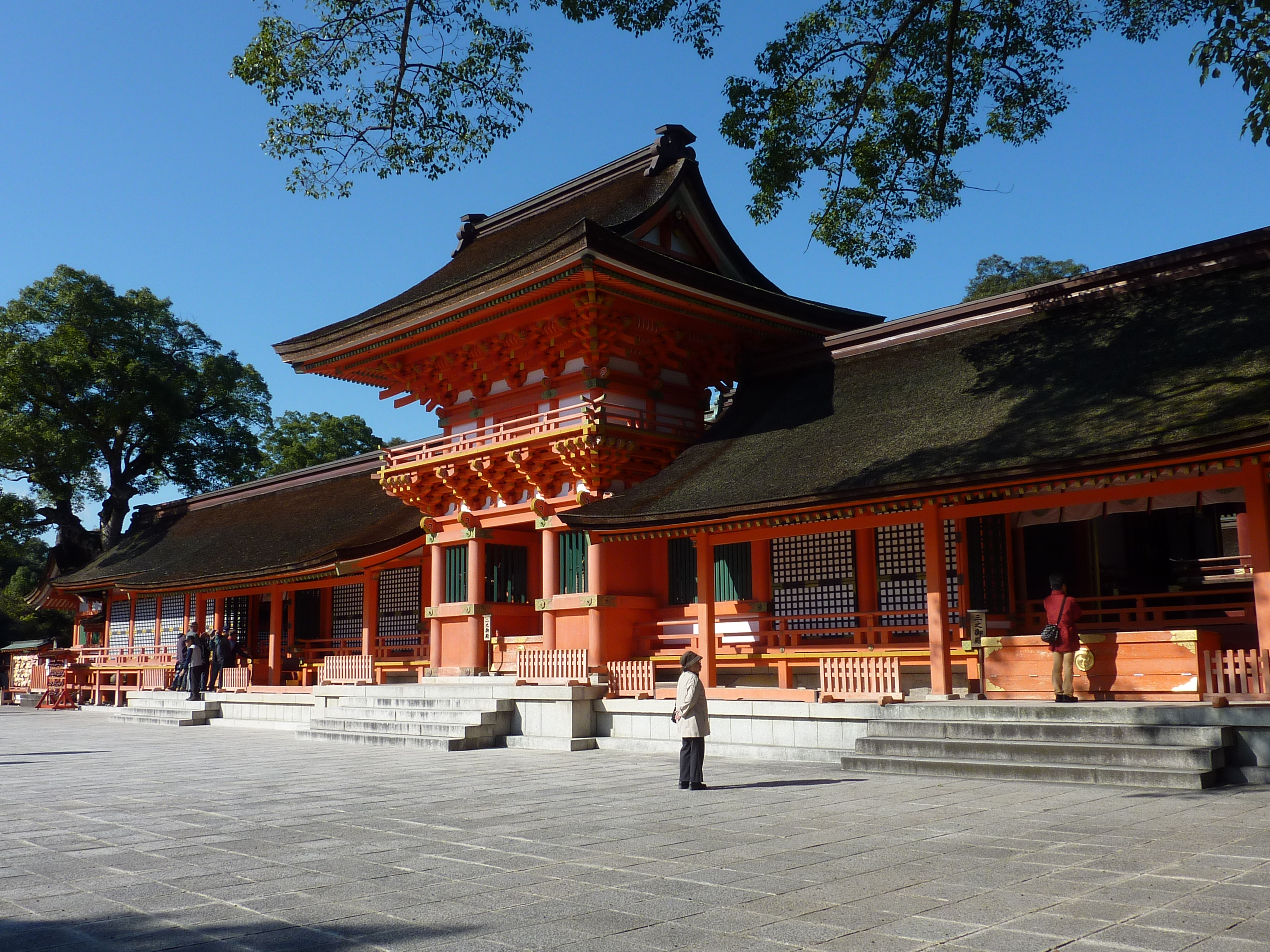
Santuari Usa Jingū

Ōtomo-Nata Jezebel (奈多夫人) fou una dona del període Sengoku, summa sacerdotessa d'Usa Jingū. Resistí activament la missió jesuïta del Japó i l'expansió del cristianisme a l'illa de Kyushu, tot i estar casada amb un daimyo cristià.

## Vida
Nata es casà amb Ōtomo Sōrin sobre 1545, quan tenia 15 anys. Fou la mare de Ōtomo Yoshimune que succeí a Sōrin com a cap del clan Ōtomo; el segon fill, Ōtomo Chikaie i el tercer Ōtomo Chikamori foren adoptats per Tawara Chikakata. Va tenir una filla que estigué casada durant un temps amb el fill adoptat de Chikatata Tawara Chikatsura. Malgrat el tracte del seu marit amb els jesuïtes, ella romangué afiliada amb el santuari dels seus pares, el Santuari Hachiman, i s'associà de manera regular amb les nuvies del santuari (donzelles que duien a terme diferents tasques en els santuaris xintoistes), yamabushis (ermitans ascètics de les muntanyes) i bhikkhunïs (ordre monàstica femenina budista).
Ha estat descrita pels resistents budistes com a «la defensora i màrtir de les religions tradicionals que havien donat a Bungo la seva coherència i pau fins que van arribar els jesuïtes».

### Resistència contra el cristianisme
Nata fou una de les principals raons de la lenta i dificultosa difusió del cristianisme a la província de Bungo entre els anys 1570-1580. Els jesuïtes la identificaren fàcilment com una «idòlatra pagana enemiga de l'Església» i l'anomenaren Jezabel, com la idòlatra reina del regne d'Acab del Llibre dels Reis, una figura associada a la seducció, el desig d'usurpació del lloc del rei i la protecció dels profetes de Baal que lluità contra el profeta jueu Elies.

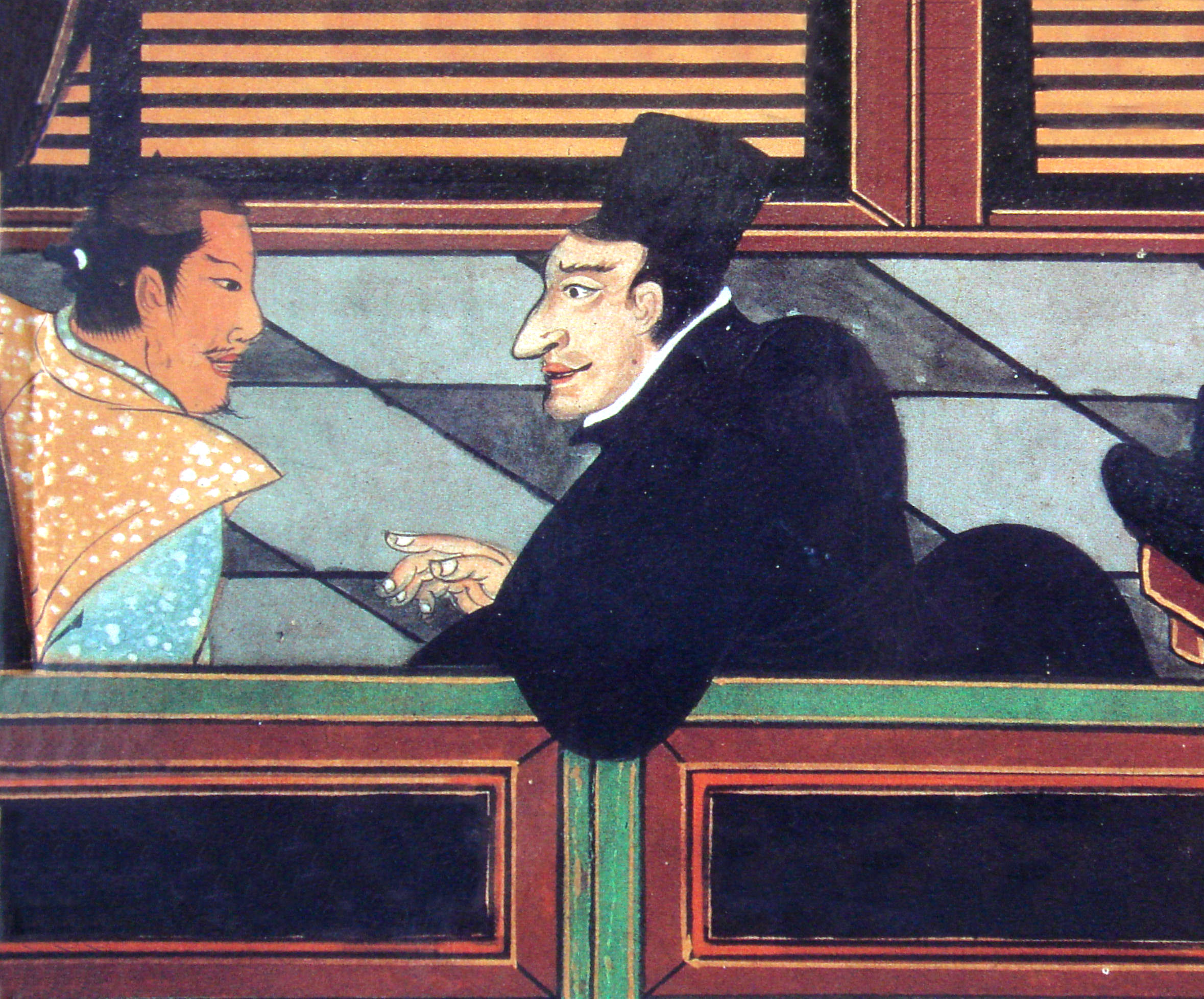
Jesuïta amb noble japonès (segle XVII)

Aconsellat pels jesuïtes, Ōtomo Sōrin es va divorciar de "Jezebel" el 1578, tot i que els seus titulars del clan s'hi oposaren completament. Aquest esdeveniment va ser el detonant perquè els membres de Hachimangū declaressin la guerra al cristianisme.
La família Nata controlava una gran porció de la península Kunisaki, al nord de Bungo, i la pròpia «Jezebel» hi tenia extensions importants. Va reunir al seu voltant una gran quantitat d'aliats poderosos, que la van ajudar a oposar-se a la destrucció de temples budistes i santuaris shintoistes per part de Sōrin, així com l'abandonament del shintoisme i del budisme en pro de cristianisme. Ella i els seus germans Tawara Chikakata i Nata Shizumoto, continuaren resistint la pressió dels daimyos cristians i la presència massiva dels cristians europeus (especialment portuguesos) a l'est de Kyushu.
Sōrin es va dirigir contra el santuari de la família Nata i Usa Jingū, atacant i cremant el santuari repetidament en la dècada de 1580 i assimilant els seus territoris i exèrcits i posant-los sota la seva supervisió directa. Després de la mort de "Jezabel" el 1587, la família Nata va decaure encara més; tanmateix, es diu que la seva influència religiosa perdurà al llarg del període Edo